# Turska košarkaška reprezentacija

## Nastupi na velikim natjecanjima

### Olimpijske igre
- 1936.: 21. mjesto
- 1952.: 22. mjesto

### Svjetska prvenstva
- 2002.: 9. mjesto
- 2006.: 6. mjesto
- 2010.:  srebro
- 2014.: 8. mjesto

### Europska prvenstva
- 1949.: 4. mjesto
- 1951.: 6. mjesto
- 1955.: 11. mjesto
- 1957.: 9. mjesto
- 1959.: 12. mjesto
- 1961.: 10. mjesto
- 1963.: 15. mjesto
- 1971.: 12. mjesto
- 1973.: 8. mjesto
- 1975.: 9. mjesto
- 1981.: 11. mjesto
- 1993.: 11. mjesto
- 1995.: 13. mjesto
- 1997.: 8. mjesto
- 1999.: 8. mjesto
- 2001.:  srebro
- 2003.: 12. mjesto
- 2005.: 9. mjesto
- 2007.: 11. mjesto
- 2009.: 8. mjesto
- 2011.: 11. mjesto
- 2013.: 17. mjesto

## Momčad
(sastav na SP 2010.)
| Ime i prezime    | Klub             |
| ---------------- | ---------------- |
| Cenk Akyol       | Efes Pilsen      |
| Sinan Güler      | Efes Pilsen      |
| Ömer Faruk Aşık  | Chicago Bulls    |
| Ömer Onan        | Fenerbahçe Ülker |
| Ersan İlyasova   | Milwaukee Bucks  |
| Semih Erden      | Boston Celtics   |
| Kerem Tunçeri    | Efes Pilsen      |
| Oğuz Savaş       | Fenerbahçe Ülker |
| Kerem Gönlüm     | Efes Pilsen      |
| Ender Arslan     | Efes Pilsen      |
| Barış Ermiş      | Banvitspor       |
| Hidayet Türkoğlu | Phoenix Suns     |
| Bogdan Tanjević  | /                |